# BMW R 75
 (juin 2024).
Si vous disposez d'ouvrages ou d'articles de référence ou si vous connaissez des sites web de qualité traitant du thème abordé ici, merci de compléter l'article en donnant les références utiles à sa vérifiabilité et en les liant à la section « Notes et références ».
Pour la moto 750 cm3 des années 1970 voir BMW R 75/5
La BMW R 75 est une moto et un side-car de la période de la Seconde Guerre mondiale produit par la société allemande BMW de 1941 à 1944. Elle était appelé également "überschweres Wehrmachtsgespann" ("équipe lourde de la Wehrmacht"). Elle fut notamment utilisée dans le désert d’Afrique du Nord par l'Africa Korps et en Union soviétique durant l'opération Barbarossa, de 1941 à 1945 .

## Conception et développement
En 1937, Zündapp reçu l'ordre du Bureau des armes de la Wehrmacht de développer une "moto avec side-car". BMW, qui produisait déjà le modèle R 12, décida de participer également à cet appel d'offres. Les modèles de présérie BMW de la R 75 étaient propulsés par un moteur 750 cm3 à soupapes latérales basé sur le moteur de la R 71. Toutefois, il fut rapidement nécessaire de concevoir un nouveau moteur à soupapes en tête 750 cm3 pour la R 75. Ce bloc servit de base dans la période d'après-guerre pour les moteurs bicylindres BMW des modèles R 51/3 (en), R 67 (de) et R 68 (en). Bien qu’à la suite de tests approfondis la Zündapp KS 750 se révélât supérieure à la BMW R 75, les deux modèles furent produits parallèlement car BMW refusait de prendre en charge la construction des modèles Zündapp. Cependant, en vue de simplifier l'approvisionnement, le Haut Commandement de l'Armée de terre exigea en avril 1940 que les deux modèles aient en commun 70% des pièces de rechange; il s’agissait principalement de l’entraînement des roues avec différentiel à glissement limité. Le side-car devait également être identique.

## Technologie

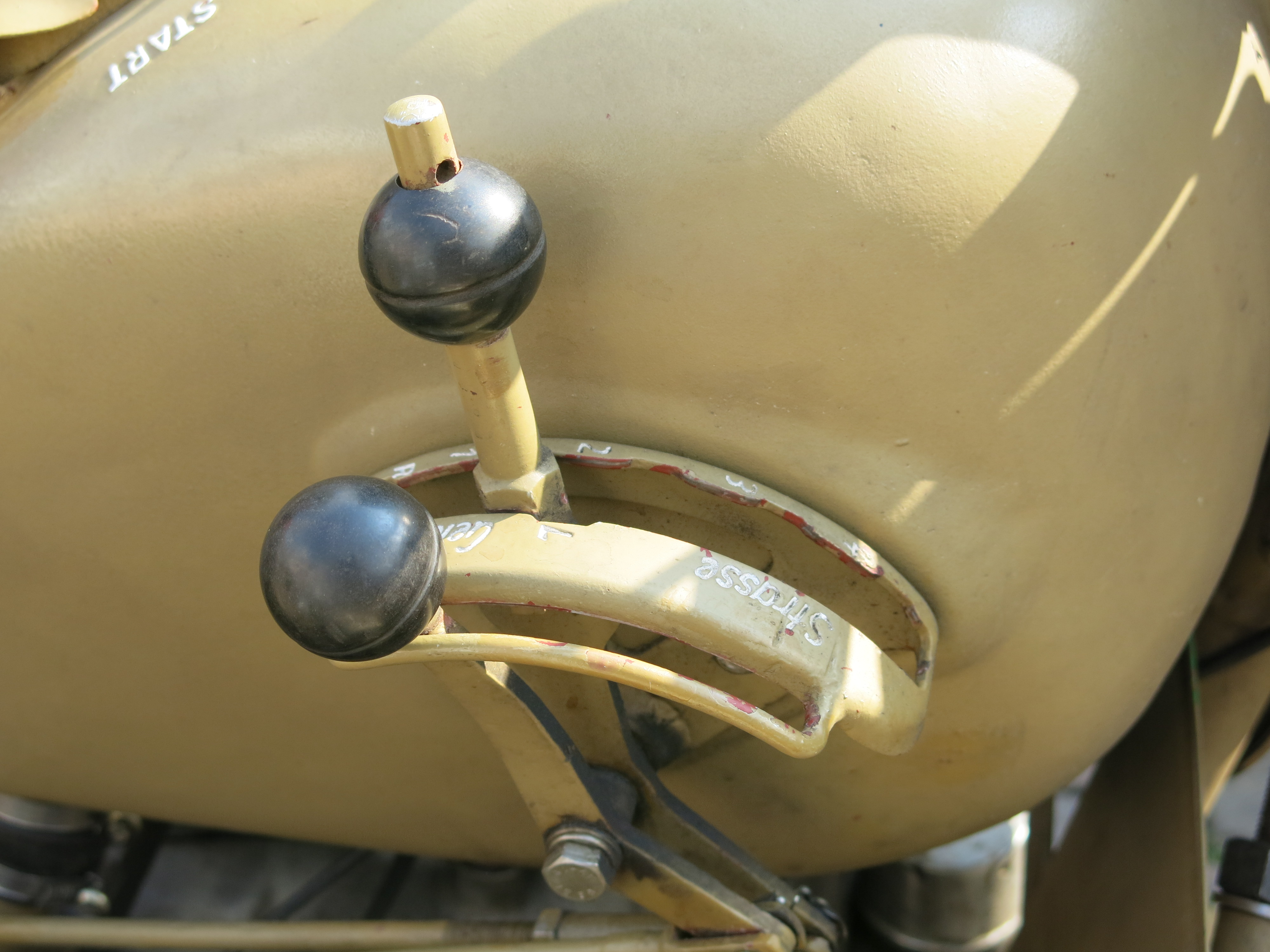
Leviers de vitesse

La BMW R 75 avait un cadre en acier tubulaire composé de plusieurs pièces boulonnées avec une jambe de force supplémentaire au sommet de la boîte de vitesses et une fourche télescopique hydraulique. La roue arrière de la moto était rigide et le side-car avait une suspension avec un ressort à lames. Grâce à la connexion à vis, le cadre pouvait être démonté, ce qui simplifiait la maintenance du moteur. Les pneus tout terrain de 4,5 × 16 pouces étaient les mêmes pour les trois roues et similaires à celles du Kübelwagen. Des freins à tambour d'un diamètre de 250 mm étaient installés sur toutes les roues. Le frein avant était à commande avec câble, ceux du side-car et de la roue arrière étaient à commande hydraulique. Le crochet d’attelage du side-car permettait d’attacher une remorque légère spéciale (SdAnh 1) et d’autres charges.

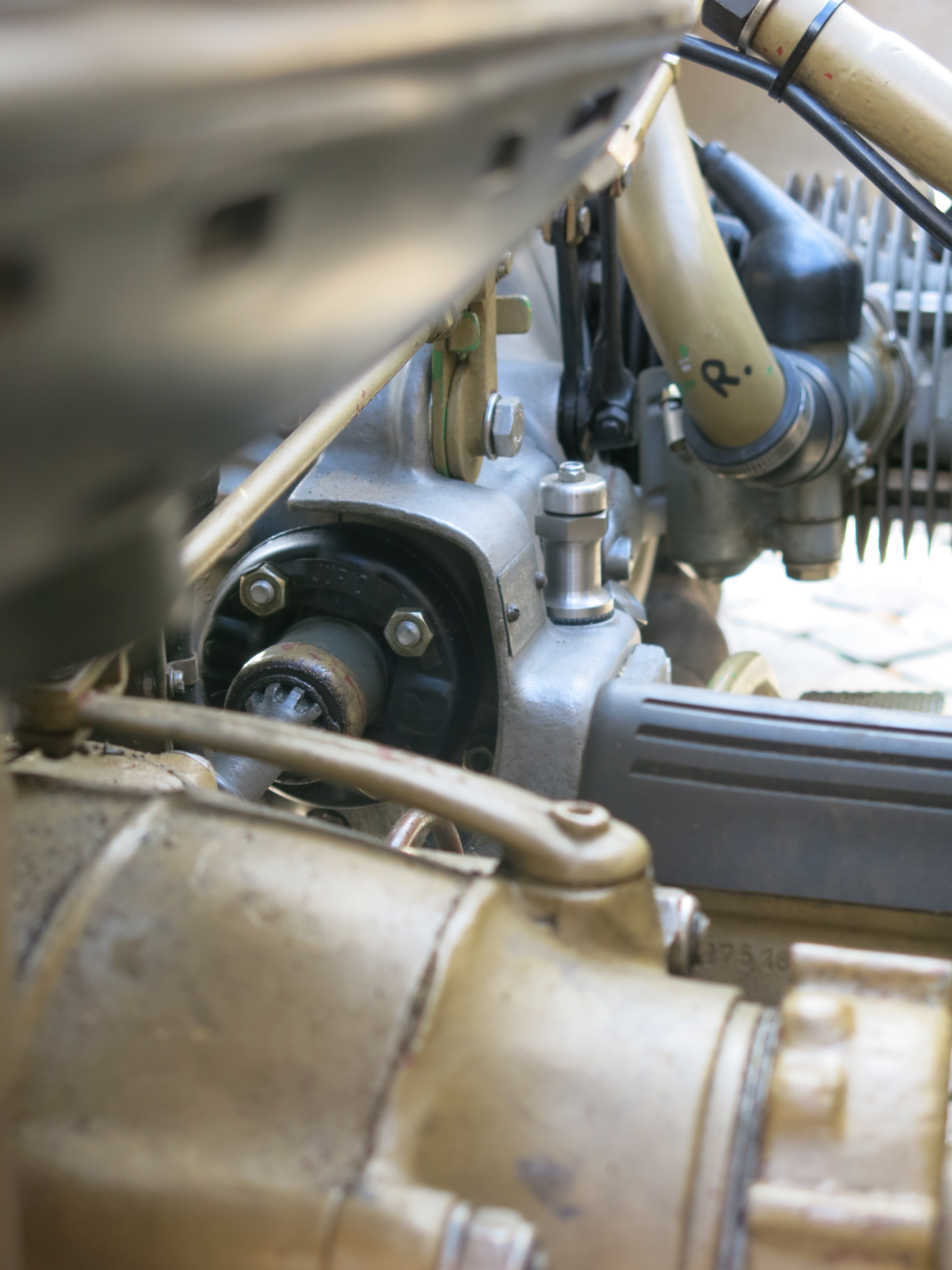
Au premier plan, entraînement du sidecar et levier de blocage du différentiel

Le moteur était un bicylindre modèle 275/2 refroidi par air, de 745 cm3 avec un taux de compression de 5.8: 1. Le moteur était équipé de deux carburateurs Graetzin (SA 24/1 +2) et d'un allumage par magnéto Noris ZG a2. La courbe de couple était adaptée au fonctionnement avec side-car. En raison du faible taux de compression, le moteur pouvait être utilisé avec des carburants de qualité inférieure ou synthétiques. La boîte de vitesses à quatre vitesses était reliée à une pédale ou à deux leviers sur le côté droit du réservoir. Elle comprenait quatre vitesses et une marche arrière. La puissance était transmise à la roue arrière de la moto et à celle du side-car. À droite de la roue arrière se trouve le différentiel à glissement limité pour la conduite du side-car. 
Bien que d'excellente facture au départ, l’ensemble rencontra de nombreux problèmes de moteur à ses débuts lors de la campagne de Russie en 1941/42. La cause provenait du filtre à air qui se remplissait d'eau et de boue. À la fin de 1942 le filtre fut déplacé au-dessus du réservoir sous un couvercle semblable à un casque, où l'air passait par deux longs tuyaux de raccordements menant au carburateur. Dans le même temps, la fourche télescopique reçu des manchons en caoutchouc pour empêcher la saleté de pénétrer dans les tubes. 

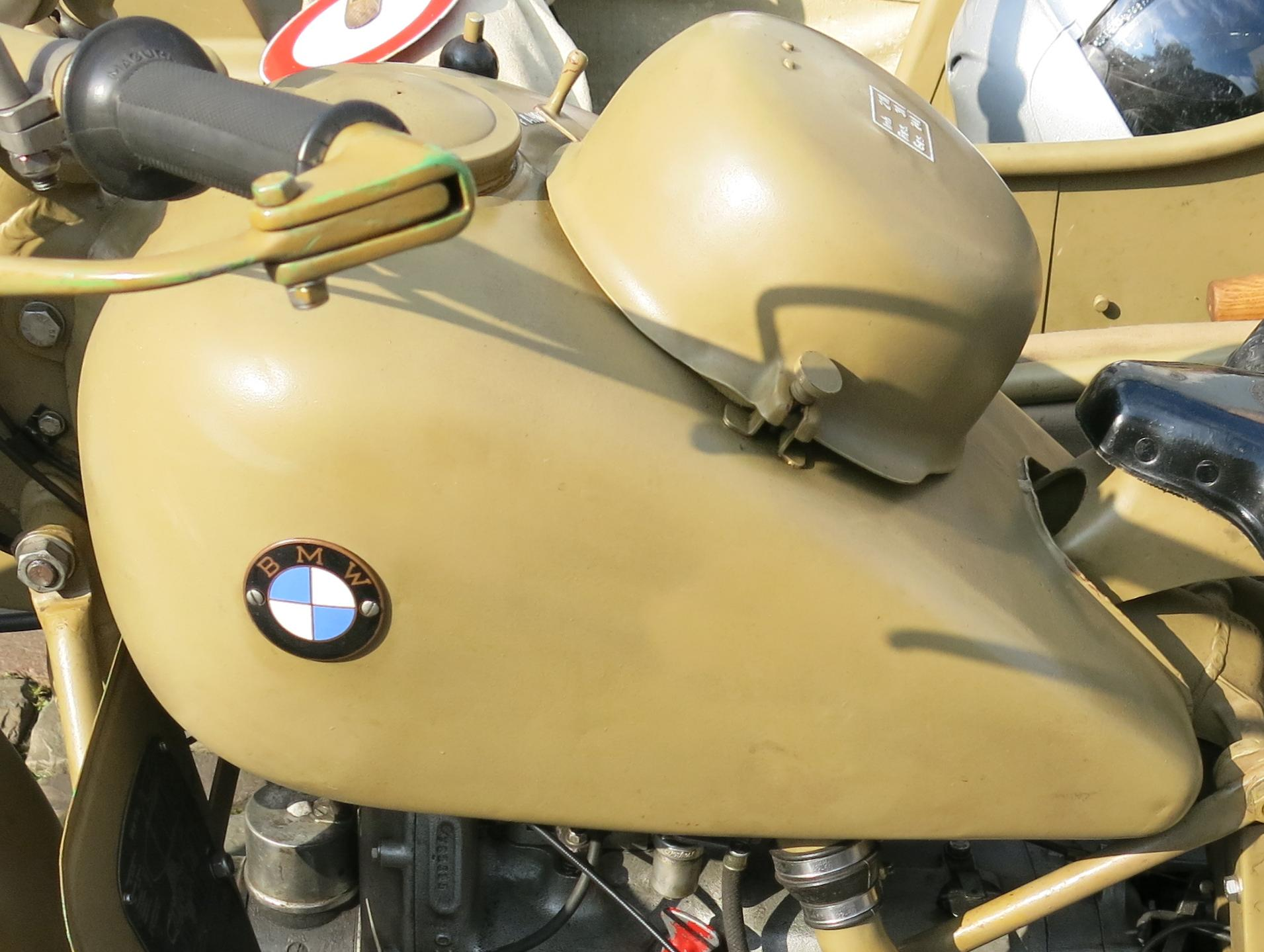
Le filtre à air après 1942

La troisième roue du side-car était reliée par un axe à la roue arrière de la moto. Celle-ci était équipée d'un blocage de différentiel et d'un sélecteur de rapports de démultiplication pour la route et le tout terrain agissant sur les quatre vitesses et la marche arrière. Cela rendait la R 75 très maniable et capable de rouler sur la plupart des surfaces. Un couple plus faible sur le side-car (70% sur la roue arrière et 30% sur le side-car) permettait un redressement parfait. Quelques rares motos comme les FN et Norton proposaient une option side-cars.
| Rapports | Vitesse route | Vitesse tout-terrain |
| -------- | ------------- | -------------------- |
| 1        | 22            | 14                   |
| 2        | 44            | 24                   |
| 3        | 66            | 42                   |
| 4        | 95            |                      |

## Production et utilisation

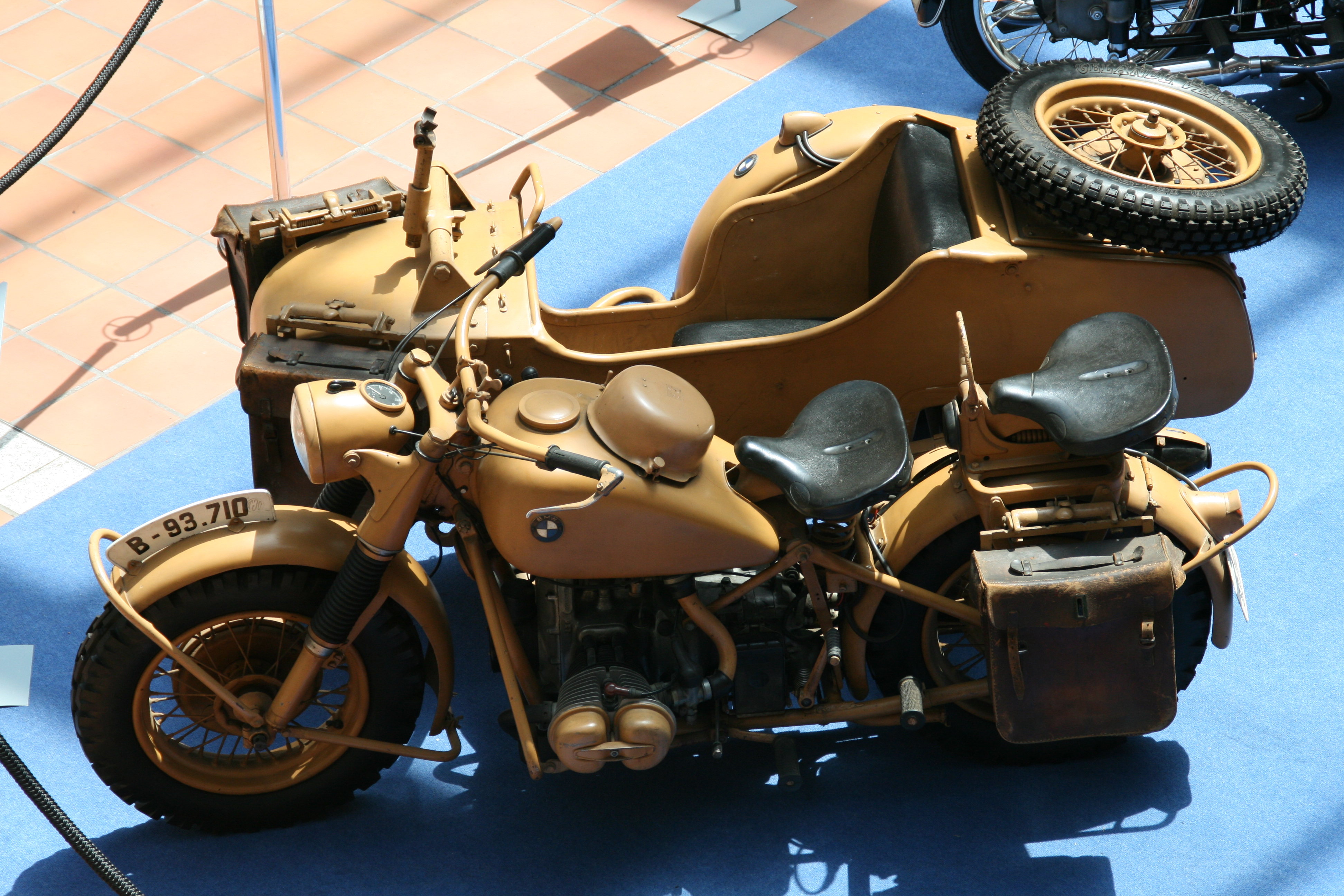

La BMW R 75 et sa rivale la Zündapp KS 750 furent largement utilisées par la Wehrmacht en Russie et en Afrique du Nord, cependant après une période d'évaluation, il devint évident que la Zündapp était supérieure. En août 1942 face à l'insistance de l'Armée, Zündapp et BMW s'accordèrent sur la normalisation des pièces pour les deux machines. Ceci en vue de créer une mot hybride Zündapp-BMW (désigné BW 43), associant un side-car BMW 286/1 à une moto Zündapp KS 750. Les deux marques se mirent également d'accord sur le fait que la fabrication de la R 75 cesserait une fois que la production aurait atteint 20  200 unités, et qu'après cette première production BMW et Zündapp produiraient 20 000 exemplaires par an de la Zündapp-BMW. Le prix unitaire était de 2 630 Reichsmark.
Le seuil cible de 20 200 BMW R 75 n'étant pas atteint, la moto resta en production jusqu'à ce que l'usine d'Eisenach fût si endommagée par les bombardements Alliés que la production cessa en 1944. 98 exemplaires furent assemblés par les Soviétiques en 1946 comme réparations de guerre.
Le programme de standardisation permet aux machines produites par BMW et Zündapp d'utiliser 70% des mêmes composants. Cela simplifie la fourniture des pièces de rechange pour ces véhicules, dont beaucoup sont encore entre les mains de passionnés de moto historiques. Ces véhicules sont toujours très recherchés comme objets de collection en raison de leur technologie complexe et durable, et sont d'autant plus coûteux. Une R 75 bien restaurée peut encore être utilisée pour un usage quotidien, sur route ou en tout terrain sans problèmes.

## Répliques

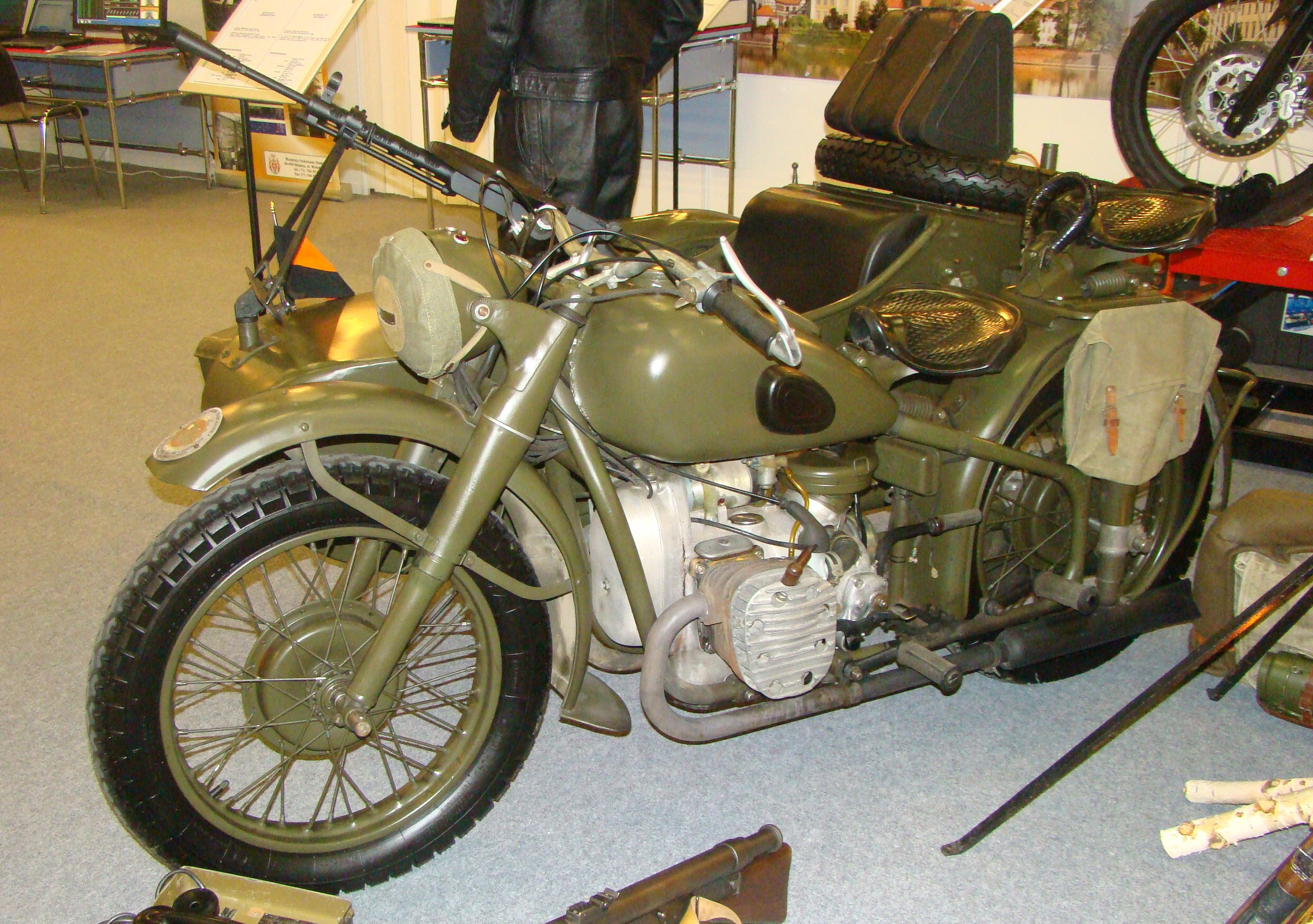
M-72 russe

Au cours de la seconde Guerre Mondiale, l'Union soviétique acheta cinq exemplaires de la R 71 (modèle précédant la R 75) via des intermédiaires suédois pour les étudier et pour construire par la suite leur propre version, la Dnepr M-72, dont Staline approuva la production. Une variante Chinoise de la M-72, la Chang-Jiang CJ750, entra en production en 1957[réf. nécessaire].
En 1954, un petit nombre de modèles R 75 modifiés furent fabriqués à Eisenach (alors sous contrôle Soviétique en Allemagne de l'Est) pour des tests sous la désignation AWO 700, mais le modèle n'entra jamais en production.
La réussite et la fiabilité de la transmission à cardan de la R 75 au cours de la guerre ont conduit l'US Army à demander à Harley-Davidson de développer une moto semblable pour les troupes Américaines. Harley-Davidson produisit son premier modèle à transmission par cardan, la Harley-Davidson XA, qui était une copie de la R 75 . Par ailleurs la même demande fut faite à Indian qui produisit l'Indian 841. Les deux modèles furent chacun produits à 1 000 exemplaires pour des tests mais ne furent finalement pas retenues par l'armée pour une utilisation sur le terrain.

## Culture populaire
Des modèles réduits de la R 75 sont proposés chez Tamiya au 1/35 et Schuco au 1/10.